# Кучешко грозде
Кучешко грозде (Solanum) е род покритосеменни растения от семейство Картофови (Solanaceae).
Той включва около 1500 вида, условно обединявани в 4 подрода, като филогенетичните връзки в рамките му не са напълно изяснени. Сред видовете кучешко грозде са три широко разпространени земеделски култури – картофите (S. tuberosum), доматите (S. lycopersicum) и патладжаните (S. melongena).

## Подродове
- Bassovia
- Leptostemonum
- Lyciosolanum
- Solanum